# Попов Володимир Олександрович (художник)
Володимир Олександрович Попов (нар. 24 червня 1924, Маріуполь — 28 жовтня 2023, Казань, Республіка Татарстан, Російська Федерація) — радянський та російський художник, Заслужений художник Російської Федерації, Народний художник, Заслужений діяч мистецтв Республіки Татарстан РФ. Лауреат Державної премії Республіки Татарстан імені Габдулли Тукая (2014). Член Спілки художників Російської Федерації, учасник Великої Вітчизняної війни з 1941 по 1945 рік, нагороджений трьома бойовими орденами та медалями. Живописець, аквареліст, графік, каліграф — працюючий з 1993 року в галузі східного каліграфічного мистецтва — шамаїль, тугра, каліграфічні композиції.

## Біографія
Народився у місті Маріуполі у сім'ї військовослужбовця 24 червня 1924 року.
У 1951 році закінчив на відзнаку Казанське художнє училище.
Перша участь на Всеросійській виставці в Москві — 1955 живописним полотном «Алтай. Ціліна піднята».
1958 — Перша участь на Всесоюзній виставці роботою — «На маневрах».
1963 — Перша участь на зарубіжній виставці — в Республіці Корея ліногравюра «Траси».

## Творчість
За свій творчий шлях Володимир Попов зробив вагомий внесок у розвиток та становлення національного татарського та загальноросійського мистецтва, будучи постійним учасником російських та міжнародних виставок. Понад 100 його мальовничих та графічних робіт перебувають у власності різних музеїв та у приватних колекціях низки країн Заходу та Сходу.
Володимир Попов — перший в Республіці Татарстан російський художник, який розробляє та працює в жанрах та традиціях сучасного ісламського образотворчого мистецтва. Виставки його робіт проходили у Німеччині, Польщі, Чехії, Словаччині, Монголії, Кореї, Єгипті, Лівані, Сирії, Італії, Ірані.
Створив серії пейзажів, присвячених природі та її освоєнню людиною: Алтай. Цілина піднята", «Вечір у степу» (обидва — 1955), «Московські простори» (1957), «Етажі Нурека», «Камські простори» (обидва — 1982).
Пізніше В.Попов створив малоформатні графічні шамаїли, використовуючи туш, акварель, гуаш, вугілля, сангін. Автор близько 600 творів у каліграфії — шамаїли «Чорний камінь» (1990, варіант — 1997), «Володарящий», «Творець», «Творець», «Слід Пророка», «Булгари», «Ханська Казань», "З єдиного початку ", «Самарканд» (все — 1997); серії арабографічних релігійних тугр («25 посланців Аллаха», «Аллах», «Пророк Мухаммад», «Шахада», 1995—2008), десятків тугр (іменні печатки, екслібриси) з іменами вітчизняних політичних та громадських діячів (президентів Росії, Татар інших), королів та духовних осіб мусульманського світу.

## Виставки
Учасник виставок: республіканських (з 1952); зональних — «Велика Волга» (з 1964); всеросійських (з 1955), всесоюзних — виставки естамп (Москва, 1962—1963); міжнародних — «Радянська графіка та скульптура» (Пхеньян, Корейська Народно-Демократична Республіка, 1963), «Радянське мистецтво» (Улан-Батор, Монголія; Берлін, НДР; Прага, Чехословаччина; Варшава, Польща, 1971—1972), «С образотворче мистецтво» (Бейрут, Ліван, 1974), «Татарське національне мистецтво» (місто Піза, Італія, 2003) та інші.
Персональні виставки відбулися в 1961—1962, 1974, 1984, 1995—2000, 2015 (Казань), 2000, 2001, 2002 (Москва), 2000 (Тегеран, Іран), 2006; , Єгипет; місто Зеленодольськ).

### Нагороди
Нагороджений двома орденами Вітчизняної війни II ступеню, орденом Червоної зірки, медалями. Лауреат Державної премії РТ ім. Г. Тукая (2014).